# 平山亨
平山 亨（ひらやま とおる、1929年3月19日 - 2013年7月31日）は、株式会社レッド・エンタテインメント・デリヴァー取締役。東映では、助監督（映画）、映画監督、テレビプロデューサーを務めた。作詞家として八手三郎および田中守のペンネームを用いている。映画監督の松村昌治（中山昌一）は義兄。

## 経歴
1929年に母の実家の名古屋市で4人兄弟の長男として出生。父は鉄道省勤務。出生時の自宅は東京都だったが、転居を繰り返して東京都と名古屋市で育つ。
旧制中学校時代の1944年には、学徒動員で防空壕作りや疎開工事、工場勤務などの勤労奉仕に従事した。
終戦後の1947年4月に青山学院専門学校（現・青山学院大学）の英文科に入学。1948年4月に旧制高等学校の成蹊高等学校に入り直す。翌1949年の学制改革に伴う旧制高校廃止により、旧帝国大学受験が可能になったため、東京大学文学部に合格して入学した。東京大学文学部美術史科の同期生には映画監督の奥中惇夫がおり、後に『悪魔くん』で再会を果たす。
東大では竹内敏雄にヘーゲル美学を学びながらも興味を持てず、映画監督を目指す。卒論テーマは「人間の生き熊の美学」。大学卒業に際し、映画会社やマスコミ関係の就職試験を受けるもすべて不合格となったため、卒業を1年延期して知人の紹介で各映画会社のアルバイト助監督を経験。2回目の試験で東映株式会社の入社試験に合格し、1954年3月に東京大学文学部美術史科を卒業。3か月の試用期間を経て、東映株式会社に入社。同期には、高岩淡、小西通雄、佐伯孚治らがいた。
東映京都撮影所の製作部制作課に配属され、松田定次監督に師事し、松田組の助監督となって主に時代劇を担当する。『笛吹童子』で初のテレビ時代劇助監督を務めた。助監督生活は9年におよび、130本以上の作品に参加した。
1963年に34歳で映画監督に昇任し、『銭形平次捕物控』で初監督。翌1964年には義兄で後に監督になる松村昌治に指導を受け、東伸テレビ映画のテレビ時代劇『それからの武蔵』『水戸黄門』で初の単独脚本を手掛け、このときにペンネームとして「八手三郎」（）を使い出した。これは、常套句の「なんでもやってみよう」⇒「やって みろ」が由来である。
1964年に『三匹の浪人』を監督。京都撮影所では計2本の作品を監督したが、テレビの急速な普及で映画の制作本数が激減してその後は仕事がなくなり、1965年12月に京都撮影所から東京に異動。東映本社のテレビ部企画者補佐の辞令を受ける。後に東映テレビ事業本部長となる次長の渡邊亮徳の下でテレビ部プロデューサーに就任し、活動を始める。
1966年7月にはテレビ部企画者に昇進し、同年10月には宮崎慎一から提案された『悪魔くん』でテレビドラマを初プロデュース。
『キャプテンウルトラ』『仮面の忍者 赤影』『ジャイアントロボ』『柔道一直線』などの人気番組を次々と担当し、特に1971年4月より放映開始の『仮面ライダー』は大ヒットとなる。同番組の生みの親の1人として知られるようになって以降も東映制作の数々の石ノ森章太郎原作のテレビ特撮番組を手掛け、一時は石森プロに毎日のように出入りした。
『仮面ライダー』より番組楽曲の作詞を行うようになり、主に八手三郎名義でエンディング曲を、田中守名義で挿入歌を手掛けた。平山個人のペンネームとして使われた「八手三郎」は、平山が所属していた東映テレビ事業部（現在は機構改革により映像本部テレビプロデューサー集団）の共同ペンネームとなり、引き続き使われている。
1976年10月には子供番組担当の東映テレビ企画営業第二部が新設され、部長代理に就任。翌1977年6月には渡邊亮徳の進言で部長に昇進するが性格的に管理職に向かず、長時間の会議やデスクに張り付く仕事に困惑し、1979年3月には仮病を使って部長職を自ら辞任し、部長代理兼企画に降格した。
この間、1977年4月開始の『氷河戦士ガイスラッガー』で初めてアニメをプロデュースした。この他に担当したアニメ作品には、『激走!ルーベンカイザー』『ピンク・レディー物語 栄光の天使たち』がある。
1984年より特撮雑誌『宇宙船』に、「私の愛したキャラクターたち」と題して地獄大使や甲賀幻妖斎など自身が手がけた脇役たちを主役とした小説を連載した。これを皮切りに、テレビで描ききれなかった設定を主に小説の形で多数執筆している。
1984年3月に55歳で定年を迎え、以後は60歳になるまで嘱託で東映に勤務し、引き続きプロデューサー職を務めた。
嘱託となってからの主な仕事は日曜朝9時の東映不思議コメディーシリーズのみとなり、自由な時間が増えたことからファンと交流したほか、妻の親族の後継者が不在になった神社で40日間の講習を受け、1988年から1991年にかけて神主を務めた。
1989年3月に60歳を迎え、嘱託も定年となる。東映での最後のプロデュース作品は、1988年12月終了の『じゃあまん探偵団 魔隣組』であった。退職後は、3人ほどの仲間で企画集団ミラクルメーカーズというグループを結成し、同グループは2008年に名称を無限界と改めた。
1991年から2004年までは劇団いろは、1993年から1999年までは東映アカデミー、1992年から1994年までは代々木アニメーション学院でそれぞれ講師として、指導にあたった。
1995年に脳出血で倒れたが、その後も自らを慕う若手によるテレビ番組やオリジナルビデオの監修や執筆活動、演劇ボランティアや舞台演出など、旺盛な活動を行なった。2002年から2004年にかけては、円谷映像で企画を担当した。
2006年、株式会社レッド・エンタテインメント・デリヴァーに取締役として就任。
ボランティア活動にも関心を示し、2007年には不用品を収集して支援活動にあてるボランティアサークル「ゆうあい」の顧問に就任するなど、親と子が無理せず参加できる取り組みに着目した。
私生活では、1957年11月に28歳で20歳の女性と結婚、息子2人をもうける。
2011年4月より肺炎で長期入院、その後も入退院を繰り返し、一時は集中治療室で闘病生活を送る。心臓肥大や軽い糖尿病、脳梗塞の持病も抱えていた。
2013年7月31日、心不全により埼玉県狭山市の病院で死去。84歳没 。戒名は“映楽院亨山徳成居士”。
2013年8月4日、平山ゆかりの関係者が集い、「お別れ会」が行われた。当日はプロデュース作品に関わったスタッフや殺陣師、俳優などが参列し、鈴木武幸、佛田洋、三池敏夫、堀田眞三、桜木健一、吉沢京子、岡田勝、藤岡弘、宮内洋、村上弘明、高杉俊介、新堀和男、高野浩幸、金子吉延、萩原佐代子、ショッカーO野、鈴村展弘らが顔を合わせ、故人を偲んで冥福を祈った。
2014年の映画『平成ライダー対昭和ライダー 仮面ライダー大戦 feat.スーパー戦隊』では、長石多可男との連名でエンドクレジットに献辞が掲げられている。

## 人物
自身の仕事について平山は、金儲けはできないが面白いものを作ることができると自負しており、視聴率を取ることにも自信を語っていた。
スターシステムで知られる東映時代劇のノウハウを、『仮面ライダー』など新しいキャラクターを生み出すに当たって「カタ型の美」を取り入れようとした本社テレビ部事業部長・渡邊亮徳によって、京都で時代劇にかかわってきた平山は、東映本社テレビ事業部に配属される。以後、単純明快な作風のヒーロー番組を多期に渡って輩出し、1970年代以降の東映特撮路線へとつなげていった。
平山の人物像として、藤岡弘、野田昌宏をはじめ、温厚さや人柄の良さを挙げる関係者は多い。
ファンとの交流にも積極的で、同人誌への取材協力やイベントへの出席も数多い。特撮監督の佛田洋は、学生時代に電話帳で調べた平山の自宅にいきなり電話をかけたにもかかわらず、平山が真摯に応対してくれた上、撮影所に迎え入れて話を聞いてくれたとして、その優しい人柄に感謝した、と振り返っている。同様に監督の鈴村展弘も中学生時代に撮影所の見学をさせてもらうなど親切にしてもらい、その体験から演出の仕事に興味を持つようになったと語っている。
平山本人は円谷英二に憧れていて、ずっと会いたいと思っていたが、自分の仕事が忙しくてなかなか面会を申し込む余裕がなく、そのうち、そのうちと思っているうちに円谷が亡くなってしまい、円谷に会う機会を永遠に失ってしまったことを深く後悔した経験があるため、自分のファン達には同じ思いをさせたくないと考え、ファンからの面会の申し込みには出来る限り応えるよう心がけている旨を語っていた。
生前のインタビューでは、自身の人生を振り返り『仮面ライダー』のように辛いことの連続であったが、結果的には良かったと述べている。また『仮面ライダー』をはじめとする作品を制作した東映生田スタジオでの日々は青春の1ページであり、同所が続いていくことを望んでいたと述べている。

## エピソード
京都撮影所から異動した当時のテレビ部は他署から同情されるような部署であり、平山もプロデューサーの仕事がどういうものかわかっていなかったことから真剣に悩み、職安へ行ったこともあったという。
『仮面ライダー』第9話・第10話の撮影中の事故で主演の藤岡弘が重傷を負い、出演続行が不可能と判明した時には、緊急企画会議で「本郷猛の死亡案」に傾く毎日放送側やスタッフに対して平山は「子供たちのオールマイティーの夢を壊すわけにはいかない（議事録より）」として頑なに反対し、2号ライダー（一文字隼人）の起用と翌年の藤岡の番組復帰につなげ、延いては同作品を2年近くにわたり継続させた。この措置が同作品のシリーズ化につながり、後年に残るセールスを実現させている。こういったことからも藤岡は平山を「私の師」として敬愛しており、彼が死去した際には自分のブログでも悼んでいる。
『仮面ライダーアマゾン』のオープニングテーマの冒頭で響く「ア・マ・ゾーン！」の掛け声は、平山の発想によるものである。2010年7月4日に科学技術館にて行われたトイフェスティバルの岡崎徹のトークショーで、飛び入り参加した平山自らが「密かな自慢」として披露した。
『がんばれ!!ロボコン』では、「ロボコンに100点を！」というファンレターがたくさん届き、メインライターの上原正三も「たまには、100点でも良いのではないか？」と100点を取る脚本を提案したが、「ロボコンに100点を出すと視聴者が離れる」と考え、断り続けた。同作品の最終回では、ロボコンに番組最高の500点が与えられている。東映不思議コメディーシリーズに参加した脚本家の浦沢義雄は、平山をロボットにしたらロボコンになるというイメージであると語っている。
特撮作品で組んだ山田稔とは親交が深く、自身の著書によると、実現はしなかったがプロデューサーを務めた『ペットントン』のパイロット監督を山田に依頼したり、亡くなる直前の山田の病床を見舞っていたという。
平山は東映テレビ部の渡邊亮徳と交友のあった朝日ソノラマ編集長の坂本一郎から、脚本家の伊上勝や辻真先、出版社の小学館や講談社などを紹介を受け、いずれも長きに渡る関係を築いた。このことから、平山は「東映の子供番組は坂本抜きに語れない」と述べている。
伊上については、東映京都で助監督を務めていた時代に平山が他社作品の『隠密剣士』を観て興味を持ち、『悪魔くん』でプロデューサーを務めた際に坂本に伊上の紹介を要望し、起用した。平山は自身のプロデュース作品のほとんどで伊上を第1話の脚本に起用し、事実上のメインライターを任せていた。東映プロデューサーの阿部征司は、平山が具体化できていないアイデアをぶつけても伊上は躊躇なく引き受けていたと証言しており、平山は伊上に依存していた部分もあると述べている。
著書として『仮面ライダー名人列伝』や『東映ヒーロー名人列伝』などがある。ここでは、関わった作品ごとに、プロデューサー・監督・俳優・スーツアクターなど、多くのスタッフ・キャストに触れて、「名人である」と評している。
一戸建ての自宅は、『超人バロム・1』第22話の「平山眼科」など、よく作品中のロケに使われていた。また、『仮面ライダーV3』第5話・第6話の遺影など、平山の肖像写真が劇中で使われることもあった。

## 作品リスト

### 映画

#### 助監督
- 新諸国物語 笛吹童子シリーズ
- 新諸国物語 紅孔雀シリーズ
- 旗本退屈男シリーズ
- 新吾十番勝負シリーズ
- 水戸黄門シリーズ
- オールスター赤穂浪士
- オールスター清水次郎長
- オールスター水戸黄門
- オールスター忠臣蔵
- オールスター国定忠治
- 里見八犬伝

ほか、130本以上

#### 監督
- 銭形平次捕物控（1963年10月13日封切）主演：里見浩太郎
- 三匹の浪人（1964年2月23日封切）主演：近衛十四郎
- 壁の中の野郎ども（1965年）主演：渡辺文雄※未公開

### プロデューサー

#### 特撮テレビドラマ
- 水木しげる作品
  - 悪魔くん（1966年10月6日 - 1967年3月30日 NET（現：テレビ朝日）系列）
  - 河童の三平 妖怪大作戦（1968年10月4日 - 1969年3月28日 NETテレビ系列）
- 横山光輝作品
  - 仮面の忍者 赤影（1967年4月5日 - 1968年3月27日 関西テレビ/フジテレビ系列）
  - ジャイアントロボ（1967年10月11日 - 1968年4月1日 NETテレビ系列）
- タケダアワー作品
  - キャプテンウルトラ（1967年4月16日 - 9月24日 TBS系列）
  - 妖術武芸帳（1969年3月16日 - 6月8日 TBS系列）
- 仮面ライダーシリーズ（いずれも毎日放送制作）
  - 仮面ライダー（1971年4月3日 - 1973年2月10日）
  - 仮面ライダーV3（1973年2月17日 - 1974年2月9日）
  - 仮面ライダーX（1974年2月16日 - 10月12日）
  - 仮面ライダーアマゾン（1974年10月19日 - 1975年3月29日 ここまで4作はNETテレビ系列）
  - 仮面ライダーストロンガー（1975年4月5日 - 12月27日 ここから5作はTBS系列）
  - 全員集合!7人の仮面ライダー!!（1976年1月3日）
  - 仮面ライダー (スカイライダー)（1979年10月5日 - 1980年10月10日）
  - 仮面ライダースーパー1（1980年10月17日 - 1981年9月26日）
  - 10号誕生!仮面ライダー全員集合!!（1984年1月3日）
- 東映不思議コメディーシリーズ（1981年10月 - 1993年10月 フジテレビ系列）
  - ロボット8ちゃん
  - バッテンロボ丸
  - ペットントン
  - どきんちょ!ネムリン
  - 勝手に!カミタマン
  - もりもりぼっくん
  - おもいっきり探偵団 覇悪怒組
  - じゃあまん探偵団 魔隣組
- 石森章太郎作品（上記以外）
  - 好き! すき!! 魔女先生（1971年10月 - 1972年3月 朝日放送/TBS系列）
  - 変身忍者 嵐（1972年4月7日 - 1973年2月23日 毎日放送/NETテレビ系列）
  - 人造人間キカイダー（1972年7月8日 - 1973年5月5日 NETテレビ系列）
  - キカイダー01（1973年5月12日 - 1974年3月30日 NETテレビ系列）
  - ロボット刑事（1973年4月5日 - 9月27日 フジテレビ系列）
  - イナズマン（1973年10月2日 - 1974年3月26日 NETテレビ系列）
  - イナズマンF（1974年4月9日 - 9月24日 NETテレビ系列）
  - がんばれ!!ロボコン（1974年10月4日 - 1977年3月25日 NETテレビ系列）
  - 秘密戦隊ゴレンジャー（1975年4月5日 - 1977年3月26日 NETテレビ系列）
  - アクマイザー3（1975年10月7日 - 1976年6月29日 NETテレビ系列）
  - 超神ビビューン（1976年7月6日 - 1977年3月29日 NETテレビ系列）
  - 宇宙鉄人キョーダイン（1976年4月2日 - 1977年3月11日 毎日放送/TBS系列）
  - 快傑ズバット（1977年2月2日 - 1977年9月28日 東京12チャンネル（現・テレビ東京））
  - TVオバケてれもんじゃ（1985年1月10日 - 3月28日 フジテレビ系列）
- 怪盗ラレロ（1968年10月7日 - 1969年3月24日 日本テレビ系列）
- 超人バロム・1（1972年4月2日 - 11月26日 よみうりテレビ/日本テレビ系列）
- コンドールマン（1975年3月31日 - 9月22日 NETテレビ系列）
- ザ・カゲスター（1976年4月5日 - 11月29日 NETテレビ系列）
- 忍者キャプター（1976年4月7日 - 1977年1月26日 東京12チャンネル）
- ぐるぐるメダマン（1976年7月10日 - 1977年1月29日 東京12チャンネル）
- 5年3組魔法組（1976年12月6日 - 1977年10月3日 NETテレビ系列）

#### 平山亨監督復帰記念作品
- 侵略美少女ミリ（2000年12月3日 - 2001年3月4日 テレビ埼玉）

#### テレビドラマ（特撮以外）
- 花のお江戸のすごい奴（1969年4月3日 - 9月18日 フジテレビ系列）
- タケダアワー作品
  - 柔道一直線（1969年6月22日 - 1971年4月4日 TBS系列）※梶原一騎原作
- 花と狼（1969年10月9日 - 12月25日 フジテレビ系列）
- 太陽の恋人（1971年7月22日 - 10月14日 NETテレビ系列）※梶原一騎原作
- ブラザー劇場作品
  - 刑事くん（1971年9月6日 - 1974年10月2日 TBS系列）※第2部まで
- 夏の怪談シリーズ（1984年7月19日・8月2日 フジテレビ系列）

#### その他
以下は、クレジットされていないが、企画協力などを行った作品である（『東映ヒーロー名人列伝』による）。
- 彦左と一心太助（1969年11月3日 - 1970年10月26日 TBS系列）
- どっこい大作（1973年1月8日 - 1974年3月25日 NET系列）
- 石森章太郎作品
  - 大鉄人17（1977年3月18日 - 11月11日 毎日放送/TBS系列）
  - ジャッカー電撃隊（1977年4月9日 - 1977年12月24日 テレビ朝日系列）※スーパー戦隊シリーズ
  - 氷河戦士ガイスラッガー（1977年4月12日 - 8月30日 テレビ朝日系列）※アニメ
  - ロボット110番（1977年4月19日 - 12月30日 テレビ朝日系列）※『がんばれ!!ロボコン』の後番組
  - 透明ドリちゃん（1978年1月7日 - 7月1日 テレビ朝日系列）※『ジャッカー電撃隊』の後番組
  - 宇宙からのメッセージ（1978年4月29日封切り）※映画。オープニングでプロデューサーの1人としてクレジットされている。石森章太郎は原案者の1人。
  - 宇宙からのメッセージ・銀河大戦（1978年7月8日 - 1979年1月6日 テレビ朝日系列）
- 冒険ファミリー ここは惑星0番地（1977年9月6日 - 1978年1月24日 テレビ朝日系列）
- 激走!ルーベンカイザー（1977年10月10日 - 1978年2月6日 テレビ朝日系列）※テレビアニメ
- 燃えろアタック（1979年1月5日 - 1980年7月11日 テレビ朝日系列）
- ピンクレディー物語 栄光の天使たち（1978年10月24日 - 1979年6月26日 東京12チャンネル）

関連作品
- スパイダーマン（1978年5月17日 - 1979年3月14日 東京12チャンネル）※DVD-BOXのライナーによると、平山はごく初期の段階で企画にかかわり、制作に入る前の時点で吉川進に交代。また渡辺宙明によると、「八手三郎」名義でオープニングを作詞したとのことである。
- スーパー戦隊シリーズ
  - バトルフィーバーJ（1979年2月3日 - 1980年1月26日 テレビ朝日系列）※ごく初期の段階で企画にかかわり制作に入る前の時点で吉川進、折田至に交代。
  - 太陽戦隊サンバルカン（1981年2月7日 - 1982年1月29日 テレビ朝日系列）※鈴木武幸プロデューサーによると平山の推薦で同作に参加したとのことである。
- 特捜エクシードラフト（1992年2月2日 - 1993年1月24日 テレビ朝日系列）※監督の鈴村展弘によると平山の推薦で同作に参加したとのことである。
- 月曜ドラマランド枠悪魔くん（1986年9月15日 フジテレビ系列）※英語教師の役で、平山が出演
- ボイスラッガー（1999年1月12日 - 3月30日 テレビ東京系列）※総監督として関わったほか、魚屋のオヤッサン役で出演した。
- ゲゲゲの女房（2010年4月 - 9月 NHK）に登場する城西映画テレビ部のプロデューサー・船山信義（演：風間トオル）のモデルは平山である。

## 著作
- 仮面ライダー名人列伝 子供番組に奇蹟を生んだ男たち 風塵社、1998.1
- 私の愛したキャラクターたち 朝日ソノラマ 1998.5
- 仮面ライダーZX オリジナルストーリー 風塵社、1998.8
- 東映ヒーロー名人列伝  風塵社、1999.2
- 超科学分析　仮面ライダーが面白いほどわかる本　（2001年10月、中経出版） - 監修
- 泣き虫プロデューサーの遺言状 ～TVヒーローと歩んだ50年～（2012年、講談社）